# Alchemilla volkensii
Alchemilla volkensii é uma espécie de rosácea do gênero Alchemilla, pertencente à família Rosaceae.